# Attentat du 25 janvier 2023 à Algésiras
L'attentat du 25 janvier 2023 à Algésiras est une série d'attaques à l'arme blanche s'inscrivant dans la mouvance du « salafisme djihadiste » au sein de la ville andalouse d'Algésiras en Espagne, visant des fidèles, édifices et objets du catholicisme. Elles se déroulent au sein et à l'extérieur de la chapelle de San Isidro ainsi que de l'église Nuestra Señora de La Palma, un bilan provisoire fait état d'un mort — un sacristain — et de quatre blessés dont un prêtre grièvement.
Yasine Kanjaa, un Marocain de 25 ans en situation irrégulière, est arrêté puis placé en garde à vue peu de temps après les faits. Une enquête est alors ouverte pour des faits présumés de terrorisme, le magistrat chargé du dossier fait un lien avec le « salafisme djihadiste ».

## Contexte
Sur le plan national, le 17 septembre 2021, la ville de Torre-Pacheco dans la région de Murcie est touchée par une attaque terroriste faisant 1 mort. Les attentats des 17 et 18 août 2017 en Catalogne sont les derniers évènements d'une grande ampleur liés au terrorisme islamiste. Ces derniers provoquent le décès de 16 civils et blessent 152 personnes.
Sur le plan européen, le 10 novembre 2022, un attentat à l'arme blanche a lieu dans la ville de Bruxelles en Belgique. Thomas Montjoie, un policier belge de 29 ans, est tué par un terroriste islamiste belgo-marocain de 32 ans, Yassine Mahi, ex-détenu connu également pour sa radicalisation. Le drame se transforme rapidement en affaire d'État à cause du passif de l'assaillant, ce dernier avait, en effet, annoncé son plan macabre dans un commissariat le matin même mais s'était vu transféré au sein d'un hôpital psychiatrique — d'où il s'est par la suite échappé — à sa demande,,.
Quelques heures avant l'attentat d'Algésiras, deux personnes sont tuées et sept blessées dans une attaque au couteau (en) au sein d'un train régional allemand circulant en Schleswig-Holstein, reliant la commune de Kiel à celle d'Hambourg. Un homme apatride de 33 ans d'origine palestinienne, connu de la police pour des faits de délits sexuels ainsi que de violences, est arrêté en gare de Brokstedt,.

## Déroulement des faits

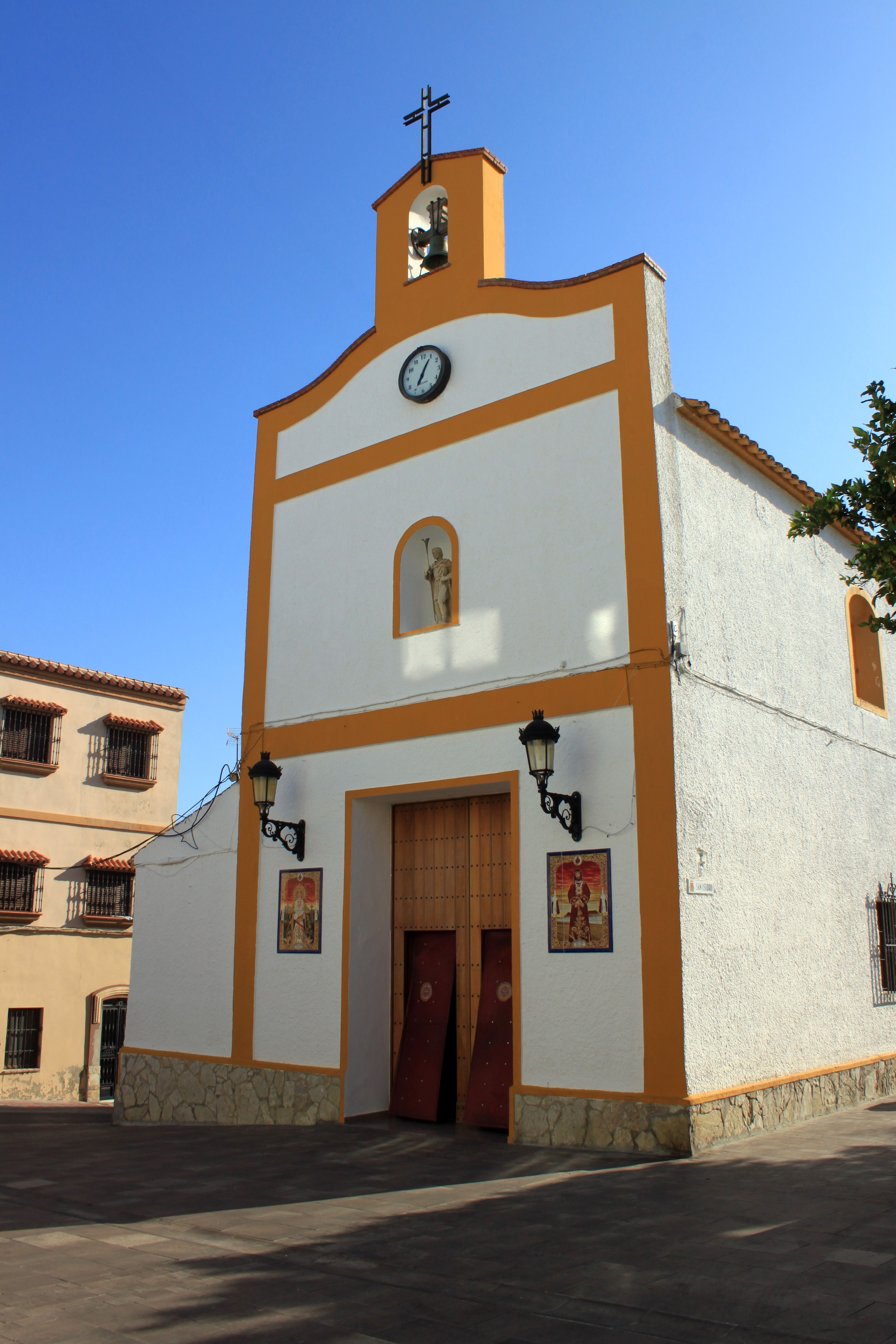
La chapelle de San Isidro, premier lieu visé lors de l'attentat.

Le mercredi 25 janvier 2023 aux alentours de 18 h 30, un Marocain clandestin âgé de 25 ans vêtu d'une djellaba — un vêtement traditionnel d'Afrique du Nord — identifié comme Yasine Kanjaa, entre au sein de la chapelle San Isidro et signale aux paroissiens présents qu'ils doivent « suivre la religion islamique »,.
Moins d'une heure plus tard, vers 19 h 20, il s'en prend armé d'une grande machette à plusieurs objets catholiques. Le prêtre Antonio Rodríguez, âgé de 73 ans, lui ordonne alors de quitter la chapelle mais se voit attaqué au niveau du cou après que l'assaillant ait prononcé au sein de l'édifice « mort aux chrétiens » et « Allahu akbar ». L'abbé Antonio Rodríguez est grièvement blessé.
Quelques instants plus tard, dans l'église voisine de Nuestra Señora de La Palma, l'assaillant perturbe la fin de la messe en jetant des images religieuses, des crucifix ou encore des bougies contre le sol, il escalade également l'autel. Le sacristain du nom de Diego Valencia lui demande de quitter les lieux, mais Yasine Kanjaa refuse puis menace deux femmes. Alors que le sacristain réussit à faire sortir l'assaillant de l'édifice. Poursuivi, il est mortellement blessé au ventre ainsi qu'à la tête,.
Après avoir tué Diego Valencia, l'individu se dirige vers une autre église, mais cette dernière est fermée à clé, il blesse trois autres personnes.

## Assaillant présumé
L'auteur présumé des faits est Yassine Kanjaa, un Marocain âgé de 25 ans. Lors du mois d'août 2019, il rejoint en jet-ski, de manière clandestine, l'enclave britannique de Gibraltar. Il est alors expulsé par les autorités sur place.
Deux ans plus tard, lors de la période estivale de 2022, Yassine Kanjaa est arrêté le 16 juin 2022 dans la ville de Cadix — situé à une centaine de kilomètres d'Algésiras — par la police. L'individu n'ayant pas les documents nécessaires afin de résider dans le pays, une procédure d'expulsion automatique est mise en place, mais étant administrative, la « mise en œuvre n’est pas immédiate », en situation irrégulière, il ne quitte pas le territoire espagnol de son propre chef.
Yassine Kanjaa réside alors dans la ville andalouse d'Algésiras, au sein d'une colocation avec d'autres personnes de nationalité marocaine. Cette dernière est en plein centre-ville, non loin des deux édifices qu'il visera par la suite. Tous fréquentent la mosquée de la commune — qui sera perquisitionnée dans le cadre de l'enquête — et aucune trace de radicalisation ne figure sur son dossier, il n'était également pas sous surveillance des autorités.

## Enquête
Peu après les attaques, le ministère de l'Intérieur espagnol annonce qu'un individu est arrêté puis placé en garde à vue. Dans la foulée, un magistrat de l'Audience nationale ouvre une enquête pour des faits présumés de terrorisme.
Le domicile ainsi que la mosquée de la ville sont perquisitionnés dans le cadre de l'enquête, cette dernière étant fréquentée par Yasine Kanjaa de même que ses colocataires. Dans le document autorisant la perquisition du domicile du suspect, le magistrat chargé du dossier fait le lien entre l'attaque et le « salafisme djihadiste ». Lors de son arrestation, Yasine Kanjaa crie « à plusieurs reprises Allah Akbar ». Le juge mentionne notamment la façon dont l'assaillant a « regardé vers le ciel en criant des mots en arabe parmi lesquels on pouvait entendre Allah » au moment où il a porté « un dernier coup mortel » à Diego Valencia, le sacristain de l'église Nuestra Señora de La Palma.
Interrogés par le quotidien espagnol El País, ses colocataires affirment avoir « peu de doute sur une possible radicalisation » chez l'assaillant. Ces derniers soulignent un arrêt dans la consommation de drogue de Yasine Kanjaa, d'une substitution de médicaments par des « prières », d'une attitude semblable à la paranoïa ainsi qu'une volonté de porter des djellabas. Le jour du drame, ce dernier était « était encore plus agité que d'habitude » et s'est retrouvé vers de 18 h au sein de la colocation avec un couteau, en affichant, selon eux, une volonté de se faire tuer. Quelques minutes avant ses funestes actions, toujours selon El País, Yassine Kanjaa aurait reproché à un jeune marocain, en le frappant au visage, de se situer à côté d'une des deux églises et de « travailler pour la magie ».
Le 30 janvier 2023, la justice espagnole annonce que Yassine Kanjaa va être incarcéré pour « assassinat et blessures à des fins terroristes ».

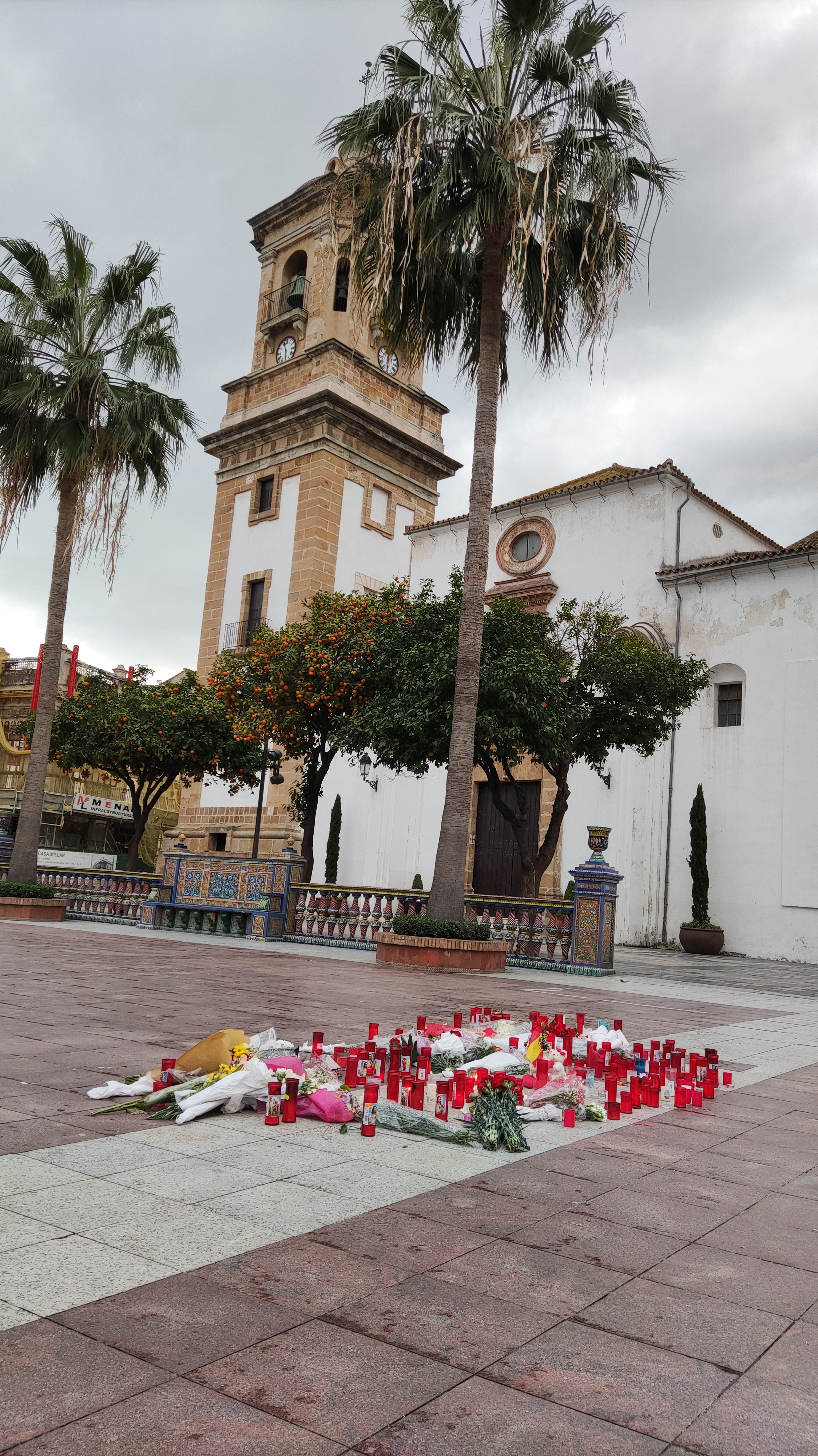
Hommages devant l'église Nuestra Señora de la Palma.

## Réactions

### Hommages
Dans la soirée du drame — soit le mercredi 25 janvier 2023 — José Ignacio Landaluce, maire d'Algésiras, décrète une journée de deuil dans la ville pour le lendemain et annonce un rassemblement devant l'église de Nuestra Señora de La Palma à 12 h.

### Prises de parole politiques
- Juan Manuel Moreno, président de la Junte d'Andalousie, utilise les termes « terrible et insupportable » afin de décrire les évènements[21].
- Alberto Núñez Feijóo, président du parti libéral-conservateur « Parti populaire », se dit « consterné par les attaques commises ce soir à Algésiras »[22].
- Le chef du gouvernement espagnol, Pedro Sánchez, adresse « [ses] plus sincères condoléances aux proches du sacristain décédé » et souhaite « un prompt rétablissement aux blessés »[12].